# Cratylia hypargyraea
Cratylia hypargyraea är en ärtväxtart som beskrevs av George Bentham. Cratylia hypargyraea ingår i släktet Cratylia, och familjen ärtväxter. Inga underarter finns listade i Catalogue of Life.